# Piet Klijnveld
Pieter (Piet) Klijnveld (Amsterdam 16 augustus 1874 - 9 februari 1945) was een Nederlands accountant, die in 1917 een boekhoudkantoor oprichtte, dat zou uitgroeien tot KPMG. Klijnveld was ook een kunstverzamelaar.

## Levensloop
Klijnveld, zoon van Pieter Klijnveld Sr en Maria Christina Klijnveld, was geboren in Amsterdam. In 1907 behaalde Klijnveld het accountant-examen van het Nederlands Instituut van Accountants (NIvA) in Den Haag. Twee jaar later werd hij als lid benoemd bij het Nederlands Instituut van Accountants.
Klijnveld werkte op het kantoor van de Twentsche Bank, een voorloper van ABN AMRO, voor hij in 1917 een accountantskantoor opende aan de Viottastraat in Amsterdam. Amsterdam was in die tijd op het gebied van handel en investeringen in trek bij veel Europese en Aziatische industriëlen. Ook vele buitenlandse ondernemingen, overheden en zelfs de Bank of England, openden kantoren in de hoofdstad. Klijnveld werd hoofdaccountant bij verschillende van deze ondernemingen. Een van zijn accountants, Jaap Kraayenhof, werkte zich op tot partner, waarna ze hun bedrijf hernoemden tot Klijnveld Kraayenhof & Co.

### Personalia
Klijnveld trouwde op 2 August 1906 in Amsterdam met Cristina Johanna Royaards. Hij stierf vlak voor de bevrijding van Nederland in 1945 en zijn vrouw stierf in september 1947. 

## Kunstcollectie
Klijnveld en zijn vrouw Klijnveld-Royaards hadden een kunstverzameling die onder andere werk omvatte van Piet Mondriaan.

## Publicaties
- 1921. Organisatie, administratie en controle van het bankbedrijf, Dl. 1: De kleinbank ; Het bankwezen. Wassenaar : Delwel.
- 1922. Organisatie, administratie en controle in bankzaken, Dl. 3: Effectenzaken ; Het bankwezen. Wassenaar : Delwel.
- 1922. Organisatie, administratie en controle van het bankbedrijf, Dl. 2: De grootbank ; Het bankwezen. Wassenaar : Delwel.